# Akaneiro ni somaru saka
Akaneiro ni somaru saka (jap. あかね色に染まる坂), w skrócie znana również jako Akasaka – japońska powieść wizualna dla dorosłych wydana przez Feng na platformę PC na DVD 27 lipca 2007. Wersja niezawierająca treści dla dorosłych została wydana pod tytułem Akaneiro ni somaru saka: Parallel 31 lipca 2008 przez GN Software dla platformy PlayStation 2. Jej wersja przeportowana na PlayStation Portable została wydana 17 grudnia 2009 pod tytułem Akaneiro ni somaru saka: Portable. Rozgrywka w Akaneiro ni somaru saka podąża za wątkiem fabularnym oferującym z góry ustalone scenariusze z możliwością interakcji oraz skupia się na uwodzeniu sześciu żeńskich głównych bohaterek. Dwie light novel, które zostały napisane przez dwóch różnych autorów, zostały wydane 15 grudnia 2007 oraz 29 lutego 2008. Z kolei program w radiu internetowym rozpoczął się w kwietniu 2008 roku. Adaptacja powieści na mangę rozpoczęła się 26 czerwca 2008 roku na łamach magazynu o tematyce seinen o nazwie Comp Ace (Kadokawa Shoten), zilustrowanej przez Homare Sakazuki. Anime wyprodukowane przez studio TNK oraz wyreżyserowane przez Keitaro Motonagę było emitowane w Japonii od października do grudnia 2008 roku.

## Rozgrywka
Rozgrywka w Akaneiro ni somaru saka nie wymaga od gracza zbyt dużej ingerencji, gdyż większość czasu gry spędza się na czytaniu tekstu pojawiającego się na ekranie, który może reprezentować zarówno dialog pomiędzy różnymi postaciami oraz przemyślenia bądź myśli głównego bohatera. Okazjonalnie gracz dojdzie do momentu, w którym jej lub jemu będzie dana szansa dokonania wyboru spośród różnych opcji. Czas pomiędzy takimi momentami może być różny i może się wahać od minut do znacznie dłuższego okresu. Rozgrywka w tych punktach zatrzymuje się i w zależności od tego jakiego wyboru dokona gracz, fabuła przyjmie różny obrót. W wersji gry na komputery osobiste znajduje się sześć wątków fabularnych, po jednym dla każdej bohaterki występującej w grze. Liczba tych wątków wzrasta do siedmiu wraz z wersją gry na platformę PlayStation 2. Aby ujrzeć wszystkie wątki fabularne, gracz musi przejść grę kilkakrotnie oraz podjąć różne decyzje, by w konsekwencji przestawić fabułę na alternatywną ścieżkę. Jednym z celów gracza w wersji gry na PC jest odblokowanie scen erotycznych przedstawiających głównego bohatera o imieniu Jun’ichi oraz jednej z sześciu głównych bohaterek w trakcie stosunku płciowego.

## Opis fabuły

### Historia
Jun’ichi Nagase uczęszcza do prestiżowej szkoły średniej. Posiada on pseudonim Geno Killer z czasów, gdy był jeszcze buntownikiem w gimnazjum. To przezwisko, przez przypadek, pomaga mu wyciągnąć dziewczynę o imieniu Yuuhi Katagiri z tarapatów. Ów dziewczyna przenosi się później do tej samej szkoły do której chodzi jej wybawiciel, a ten by uchronić ją przed kolejnym niebezpieczeństwem jest zmuszony ją pocałować. Yuuhi nie będąc pewna co się właściwie stało, zaczyna na niego wrzeszczeć. Następnie okazuje się, że rodzice tej dwójki zaaranżowali ich zaręczyny, lecz po ponownym omówieniu między sobą tej sprawy nakazują im chodzić ze sobą przez miesiąc w celu naprawienia wzajemnych stosunków. W przypadku, gdyby związek Jun’ichiego i Yuuhi nie udał się, zaręczyny miały być zerwane.

### Bohaterowie
Jun’ichi Nagase (jap. 長瀬 準一 Nagase Jun’ichi)
Seiyū: Wataru Hatano 
Jun’ichi jest głównym bohaterem serii. Jest on uczniem drugiej klasy liceum i to właśnie pierwszego dnia nowego semestru miał sprzeczkę z nowo przeniesioną uczennicą Yuuhi Katagiri. Jak się potem okazuje Yuuhi jest wybrana na narzeczoną Jun’ichiego, o czym zadecydowali rodzice tej dwójki. Życie bohatera zmienia się po tym drastycznie. Podczas pierwszego dnia szkoły omyłkowo całuje Yuuhi, myśląc że ocali ją to w tej sytuacji w której się znaleźli. Po tym zdarzeniu staje się ona o wiele bardziej wybuchowa w stosunku do niego. Przez to, że Yuuhi jest często nękana przez mężczyzn, Jun’ichi niejednokrotnie ratuje ją z tarapatów. Mimo że żadne z nich nie chce się do tego przyznać, to ich wzajemna miłość rozkwita w czasie serii. Podczas serii anime czuje on coś również do swojej siostry, co niechętnie przyznaje mimo pewnych fantazji wobec niej. Jednakże w ostatnim odcinku uświadamia sobie, że nie może bez niej żyć i wyznaje jej swoje uczucia.
Yuuhi Katagiri (jap. 片桐 優姫 Katagiri Yūhi)
Seiyū: Kazane (PC), Rie Kugimiya (anime/PS2) 
Yuuhi jest główną bohaterką serii. Jest piękna, co niejednokrotnie sprowadza na nią kłopoty, jak np. ciągłe napastowanie przez mężczyzn. Pewnego dnia podczas takiego właśnie incydentu została uratowana przez Jun’ichiego. Przeniosła się do szkoły swojego wybawiciela w nadziei znalezienia swojego narzeczonego, którego rzekomo można znaleźć w tamtej okolicy. Później, po pewnym nieporozumieniu z Jun’ichim, zostaje przez niego publicznie pocałowana, co prowadzi do zrodzenia się u niej negatywnych emocji względem niego. Jednakże w ciągu trwania serii negatywne emocje opadają i przeobrażają się w pozytywne.
Minato Nagase (jap. 長瀬 湊 Nagase Minato)
Seiyū: Hikaru Mizusawa (PC), Aya Hirano (anime/PS2) 
Minato jest młodszą siostrą Jun’ichiego. Jest ona od niego o rok młodsza i chodzi do tej samej szkoły co on jako uczeń pierwszej klasy. Bardzo dobrze potrafi zadbać o dom oraz wszystko co się z tym wiąże, z czego jest niezmiernie dumna. Posiada również unikalne umiejętności takie jak możliwość wyczuwania obecności zwierząt po drganiach podłoża, jak również możliwość porozumiewania się z nimi. Ma ona pewne uczucia względem Jun’ichiego. Wspomina raz, że została adoptowana, lecz mówi potem, że był to żart. Plotka, że była ona adoptowana nie jest potwierdzona w serii Anime, w przeciwieństwie do gry na PC, gdzie nie jest adoptowana i do gry na PS2, gdzie jest adoptowana.
Tsukasa Kiryu (jap. 霧生 つかさ Kiryū Tsukasa)
Seiyū: Mina Motoyama (PC), Marina Inoue (anime/PS2) 
Tsukasa jest koleżanką z klasy Jun’ichiego oraz jego przyjaciółką z dzieciństwa. Jest członkinią klubu zajmującego się zbieraniem nowych informacji ze szkoły. Ma bardzo żywą osobowość i kocha plotkować, równie bardzo jak drażnić się z Jun’ichim.
Nagomi Shiraishi (jap. 白石 なごみ Shiraishi Nagomi)
Seiyū: Miru (PC), Ryō Hirohashi (anime/PS2) 
Jest to uczennica pierwszego roku, która chodzi do tej samej klasy co Minato. Otacza ją aura tajemniczości, do tego stopnia, że podejrzewana jest o bycie kosmitą. We właściwym czasie można ją znaleźć dosłownie wszędzie.
Mitsuki Siina (jap. 椎名 観月 Shiina Mitsuki)
Seiyū: Misono Moritani (PC), Rie Tanaka (anime/PS2) 
Mitsuki jest przewodniczącą Samorządu Szkolnego w szkole do której chodzi Jun’ichi. Jest uczennicą trzeciego roku i jest bardzo popularna wśród uczniów. Lubi używać Jun’ichiego w roli chłopca na posyłki robiącego dla niej przysługi oraz dostarczającego zajęć uczniom.
Mikoto Tachibana (jap. 橘 ミコト Tachibana Mikoto)
Seiyū: Fūri Samoto (PC), Erino Hazuki (anime/PS2) 
Mikoto jest uczennicą trzeciego roku, chodzącą do tej samej klasy co Mitsuki.
Karen Ayanokouji (jap. 綾小路華恋 Ayanokōji Karen)
Seiyū: Emiri Katō (anime/PS2) 
Karen jest koleżanką z klasy Jun’ichiego. Jest postacią, która pojawiła się pierwszy raz w Parallel.
Fuyuhiko Nishino (jap. 西野 冬彦 Nishino Fuyuhiko)
Seiyū: Daisuke Kishio (PC), Akira Ishida (anime/PS2) 
Fuyuhiko jest kolegą z klasy Jun’ichiego oraz jego najlepszym przyjacielem. Ma pełno dziwnych pomysłów, które niejednokrotnie sprowadzają na Jun’ichiego kłopoty. Ma podobny tok myślenia co Tsukasa.
Seijirou Sugishita (jap. 杉下 清次郎 Sugishita Seijirō)
Seiyū: Jin Aoshima (PC), Rikiya Koyama (anime/PS2) 
Nauczyciel Jun’ichiego. Mimo swojego surowego nastawienia do uczniów, ma ona raczej ekscentryczną osobowość, a w szczególności do Jun’ichiego.
Sai Fijimiya (jap. 藤宮 彩 Fujimiya Sai)
Seiyū: Hikaru Kaga (PC), Yū Kobayashi (anime/PS2) 
Aya Nijo (jap. 二条亜矢 Nijō Aya)
Seiyū: Rokumi Maminami (PC), Fukuhara Kaori (anime/PS2) 
Yutori Shiraishi (jap. 白石 ゆとり Shiraishi Yutori)
Seiyū: Nagare Aokawa (PC), Ryō Hirohashi (anime/PS2) 

## Produkcja
Akaneiro ni somaru saka jest piątym projektem studia Feng, i jest podobny do swego poprzednika Aozora no Mieru Oka. Producentem gry jest Uezama. Postacie do tego tytułu zostały wykonane przez czterech różnych ilustratorów: Tsubasu Izumi (projektant Yuuhi, Mitsuki oraz Mikoto), Ryohka (projektant Minato i Nogomi), Naturalton (projektant Tsukasy) oraz Akira Sawano (projektant głównego bohatera oraz postaci drugoplanowych). Scenariusz był w całości napisany przez Kenji Saitō. Jednakże w wersji gry dla platformy Playstation 2 dodatkowa bohaterka Karen Ayanokōji, została stworzona i dołączona przez Manabu Aoi.

### Historia wydania
23 lipca 2007 roku światło dzienne ujrzało demo gry Akaneiro ni somaru saka, dostępne do pobrania na oficjalnej stronie studia Feng. W wersji demonstracyjnej, gracz mógł zapoznać się z głównymi bohaterami występującymi w grze w trakcie sekwencji, która jest typowa dla gier typu Visual novel, podczas której gracz miał do wyboru kilka opcji pozwalających mu pchnąć fabułę w różnych kierunkach. Pełna wersja gry została wydana 27 lipca 2007 roku na DVD wyłącznie na system Microsoft Windows na PC. Zawierała ona głosy podkładane przez aktorów dla każdej postaci z wyjątkiem Jun’ichiego. Wersja gry na PlayStation 2 niezawierająca treści dla dorosłych została wydana 31 lipca 2008 roku przez GN Software pod tytułem Akaneiro ni somaru saka: Parallel (jap. あかね色に染まる坂 ぱられる Akaneiro ni somaru saka parareru).

## Adaptacje

### Książki
Zostały wydane dwie light novel. Pierwsza, opublikowana 15 grudnia 2007 roku przez wydawnictwo Harvest, została napisana przez Mutsukiego Mizusakiego, a zilustrowana przez Akirę Sawano. Druga, opublikowana 29 lutego 2008 roku przez wydawnictwo Kill Time Communication, została napisana przez Mao Shinjiego, a zilustrowana przez Ryohka (okładka) oraz Piēru Yoshio (pozostałe ilustracje). Książka ze szkicami z powieści wizualnej o nazwie Akaneiro ni somaru saka Official Fan Book (jap. あかね色に染まる坂 オフィシャルファンブック Akaneiro ni somaru saka ofisharu fan bukku) została wydana 29 lutego 2008 roku przez firmę Broccoli.

### Program w radiu internetowym
Program w radiu internetowym o nazwie Koyama Rikiya×Hirohashi Ryō no Akaneiro ni Somaru Radio (jap. 小山力也×広橋涼のあかね色に染まるラジオ) mający promować Akaneiro ni somaru saka: Parallel zaczął być nadawany 2 kwietnia 2008 roku przez Nico Radio. Program jest nadawany online w każdy czwartek, a jego gospodarzami są Rikiya Koyama (podkłada głos pod Seijirō Sugishita) oraz Ryō Hirohashi (podkłada głos pod Nogomi Shiraishi). Kilkoro aktorów użyczających głosu postaciom z Visual novel pojawiło się gościnnie w tym programie, np. Erino Hazuki (jako Mikoto), Marina Inoue (jako Tsukasa), Miyuki Hashimoto, Emiri Katō (jako Karen), and Kaori Fukuhara (jako Aya).

### Manga
Adaptacja powieści na mangę rozpoczęła się 26 czerwca 2008 roku na łamach magazynu o tematyce seinen o nazwie Comp Ace (Kadokawa Shoten). Historia oparta jest na poprzedzającej jej powieści wizualnej i została zilustrowana przez Homare Sakazukiego.

### Anime
Adaptacja anime wyprodukowana przez studio TNK i wyreżyserowana przez Keitaro Motonagę była emitowana w Japonii w stacji telewizyjnej Chiba TV między 2 października a 18 grudnia 2008 roku. Piosenka początkowa do anime, zatytułowana „Hatsukoi Parachute” (jap. 初恋パラシュート Hatsukoi Parashūto) została wykonana przez Miyuki Hashimoto, natomiast piosenka na zakończenie, „Sweet Gift”, została wykonana przez Rie Kugimiyę. Druga piosenka kończąca wykonana przez Ryō Hirohashi o tytule „Confusion...” została wykorzystana na zakończenie odcinka trzeciego. Dodatkowy odcinek OVA został wydany 26 czerwca 2009 roku.

## Muzyka
Gra na platformę PC posiada dwie piosenki, jedną początkową i drugą końcową. Opening „Setsunasa no Gradation” (jap. せつなさのグラデイション Setsunasa no Guradeishon) jest śpiewany przez Miyuki Hashimoto, słowa napisała Aki Hata, muzykę skomponowała Akiko Tomita, a aranżacji podjął się Junpei Fujita. Z kolei ending o nazwie „Akaneiro ni somaru saka” (jap. あかね色に染まる坂) zaśpiewała Chiki-chan, słowa ułożyła Hata, a komponowania i aranżacji podjął się Yūichi Nakano. Wersja gry na PS2 używa innego endingu „Akane no saka” (jap. あかねの坂), do którego muzykę skomponował Hashimoto (również ja zaśpiewał), słowa napisał Noboru Yamaguchi, a aranżacji dokonał Masaki Suzuki. Oryginalna ścieżka dźwiękowa z wersji gry na PC (zawierająca dwie płyty CD) zatytułowana Gradation! została wydana przez firmę Lantis 31 października 2008 roku.